# Laia Costa

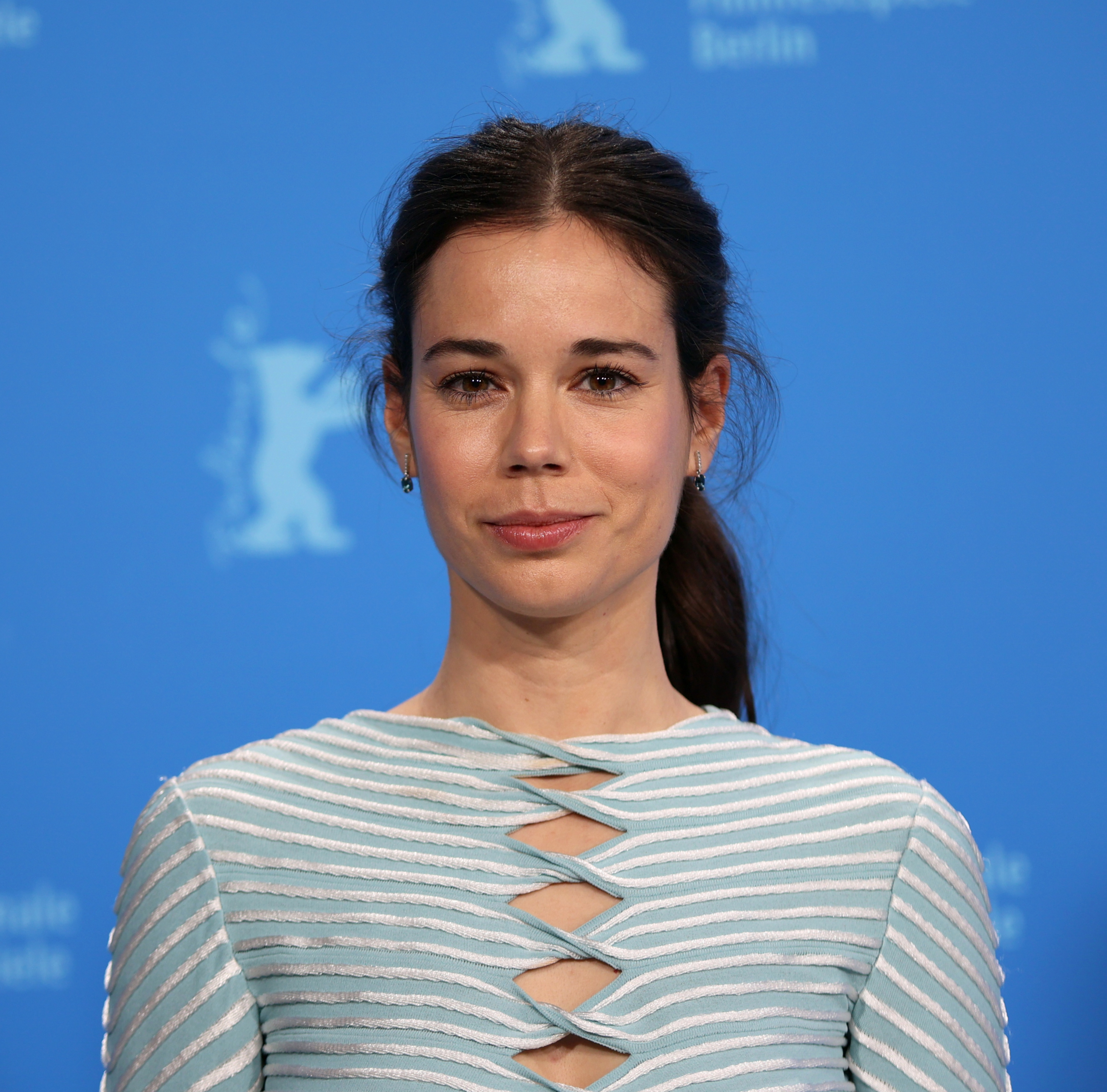
Laia Costa (2022)

Laia Costa i Bertrán (* 18. Februar 1985 in Barcelona, Katalonien, Spanien) ist eine spanische Schauspielerin.

## Karriere
Laia Costa studierte Werbung und Medienwissenschaft in Barcelona. Anschließend nahm sie Schauspielunterricht an der Theaterschule Nancy Tuñón. 2011 hatte sie ihr Fernsehdebüt. Sie spielte in mehreren in Spanien populären Serien mit. 2013 gab sie ihr Bühnendebüt im Stück Atraco, paliza y muerte en Agbanäspach (Raub, Prügel und Tod in Agbanäspach) mit einem Rollentext, der komplett auf Deutsch verfasst war. 2014 wirkte sie in zwei internationalen Filmproduktionen mit, dem russischen Film Fort Ross und der deutschen Produktion Victoria, in der sie die Titelrolle übernahm, für die sie den Deutschen Filmpreis 2015 erhielt. Für die Darstellung der Amalia in Cinco lobitos wurde sie 2023 mit dem Goya als Beste Hauptdarstellerin ausgezeichnet. Als Beste Hauptdarstellerin in Cinco lobitos wurde sie auch auf dem Almería International Film Festival und dem Málaga Spanish Film Festival ausgezeichnet sowie mit dem Días de Cine Award und dem Feroz Award geehrt.

## Filmografie (Auswahl)
- 2011–2012: Bandolera (Fernsehserie, 12 Folgen)
- 2012: Toledo (Fernsehserie, Folge 1x02 El pacto)
- 2012: Ich steh auf dich (Tengo ganas de ti)
- 2013: Y otro año, perdices (Kurzfilm)
- 2013: Club der roten Bänder (Polseres vermelles, Fernsehserie, 13 Folgen)
- 2013–2014: El tiempo entre costuras (Fernsehserie, 3 Folgen)
- 2014: Fort Ross (Форт Росс: В поисках приключений)
- 2014: Cuéntame un cuento (Fernsehserie, Folge 1x03 Caperucita Roja)
- 2015: Victoria
- 2015: No me quites (Kurzfilm)
- 2015: Habitaciones cerradas (Fernsehserie, 2 Folgen)
- 2015: Palmen im Schnee – Eine grenzenlose Liebe (Palmeras en la nieve)
- 2015–2016: Carlos, Rey Emperador (Fernsehserie, 8 Folgen)
- 2015–2023: Cites (Fernsehserie, 13 Folgen)
- 2017: Newness
- 2017: Schwarzer Schnee (Nieve negra)
- 2018: Duck Butter
- 2018: Maine
- 2018: So ist das Leben – Life Itself (Life Itself)
- 2018: Piercing
- 2018: Only You
- 2019: Foodie Love (Fernsehserie, 8 Folgen)
- 2020–2022: Devils (Diavoli, Fernsehserie, 12 Folgen)
- 2020: Soulmates (Fernsehserie, Folge 1x03 Little Adventures)
- 2022: Cinco lobitos
- 2023: Diplomatische Beziehungen (The Diplomat, Fernsehserie, 5 Folgen)
- 2023: Els encantats
- 2023: Un amor
- 2023–2025: Das Rad der Zeit (The Wheel of Time, Fernsehserie)
- 2023: Der Lehrer, der uns das Meer versprach (El maestro que prometió el mar)

## Auszeichnungen
- 2014: Spotlight Breakthrough Acting (Subtitle Film Festival, Kilkenny, Irland)
- 2015: Deutscher Filmpreis für Victoria (Beste weibliche Hauptrolle)
- 2023: Goya für Cinco lobitos (Beste Hauptdarstellerin)